# Гвардійська механізована бригада (Хорватія)

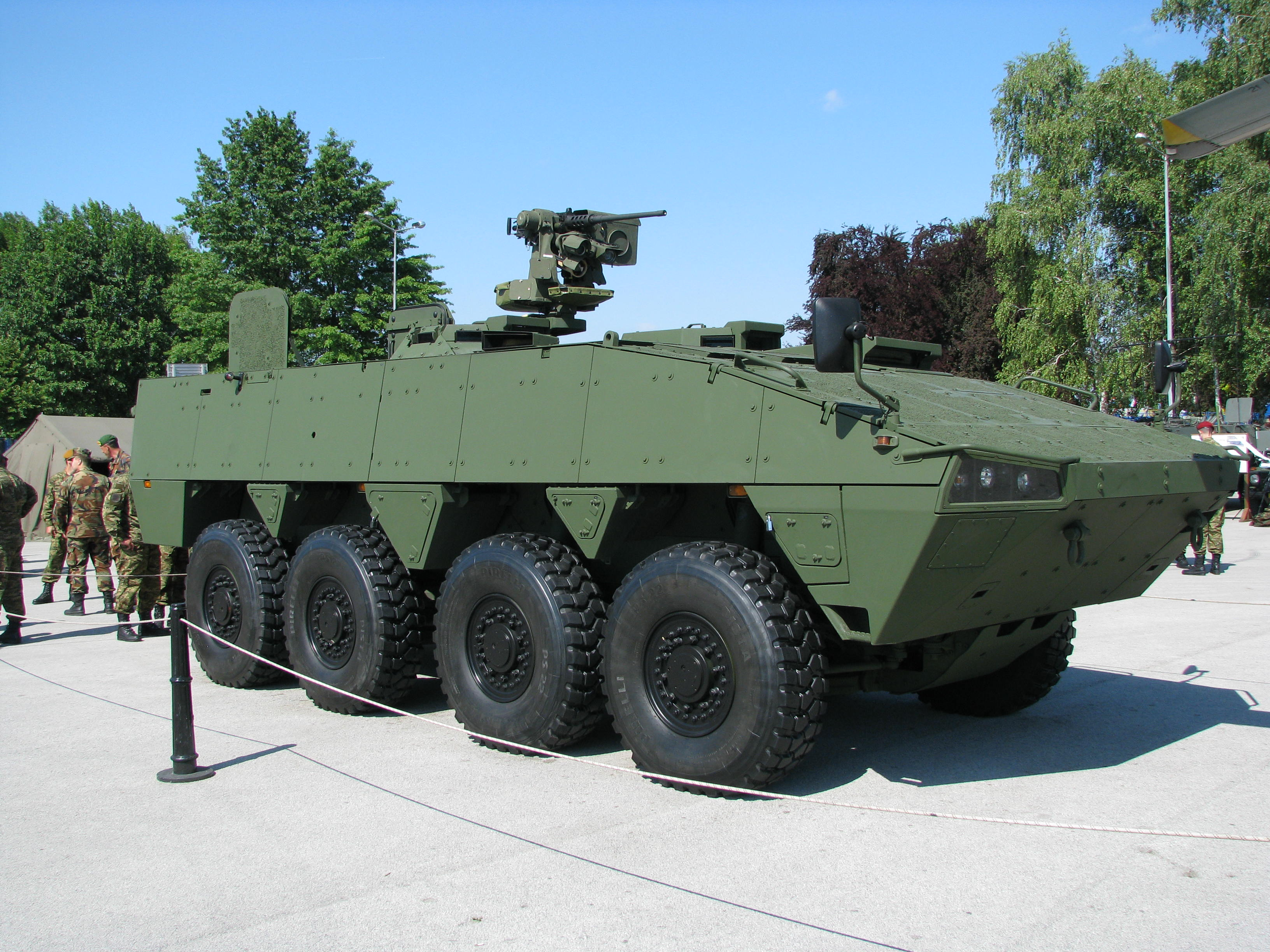
Patria AMV

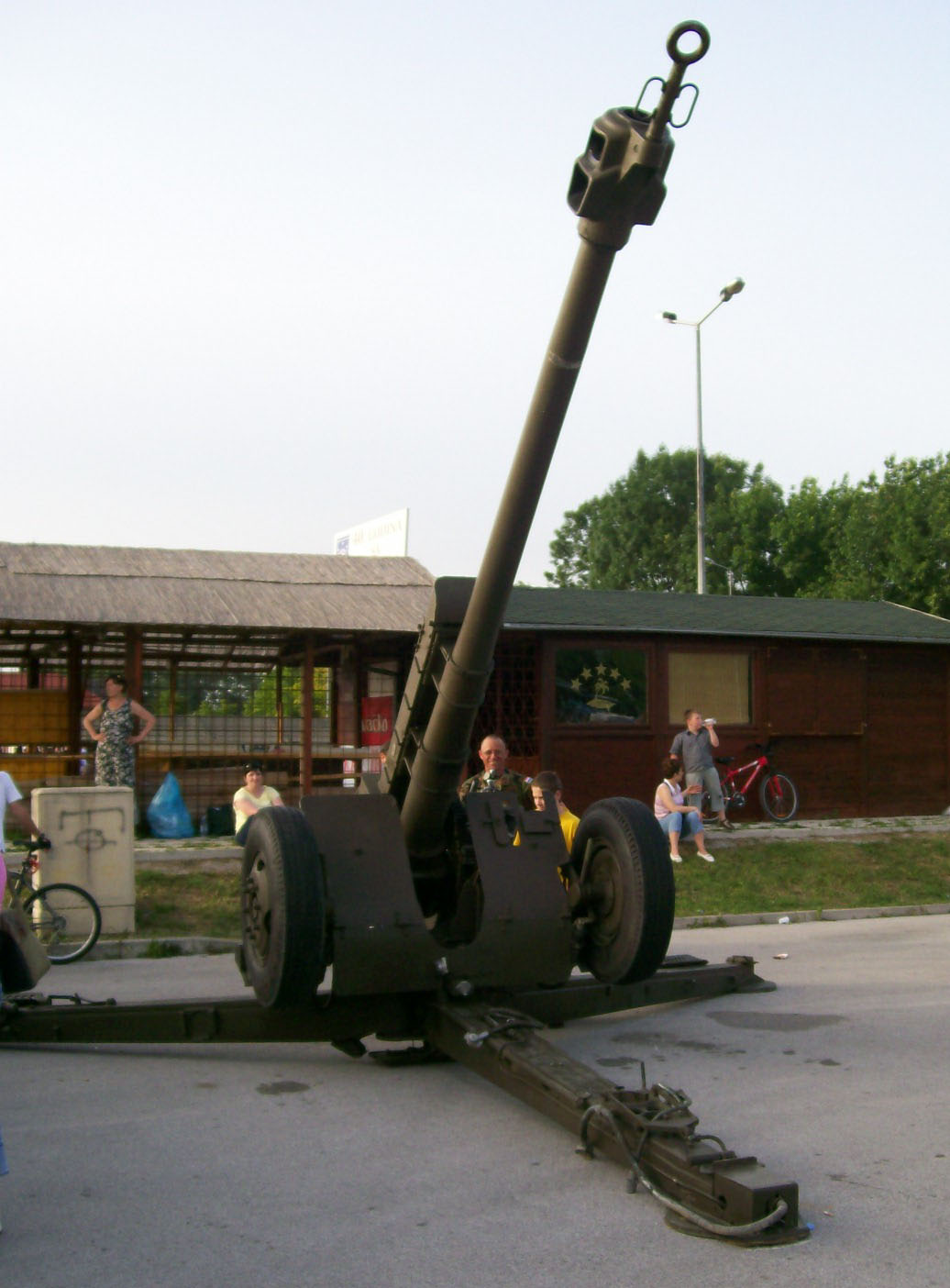
D-30

Гвардійська механізована бригада — один із двох головних тактичних компонентів хорватської армії. Бригада базується в південній Хорватії з головним штабом у Книні.

## Історія
Бригаду сформовано після масштабної реструктуризації хорватської армії. Чотири тодішні основні бригади та резервні бригади були об'єднані в чотири батальйони, кожен із яких отримав один зі своїх значків і прізвиськ та продовжив родовід і традиції своєї бригади-попередниці.

## Головна роль
Основна роль бригади — захист територіальної цілісності і суверенітету Хорватії та участь у натівських і міжнародних миротворчих операціях, а також планування та проведення штабних навчань і бойового вишколу у складі з'єднання згідно з вітчизняними і міжнародними зобов'язаннями Республіки Хорватія.
Основні завдання
- Планувати та виконувати завдання, пов'язані з військовими операціями;
- Підготовка навчання та діяльності відповідно до вітчизняної оборонної доктрини;
- Організовувати, проводити, оцінювати та аналізувати вишкіл дрібніших підрозділів для виконання завдань місії;
- Брати участь у національних та міжнародних військових операціях, навчаннях та військовому співробітництві;
- Надавати відомості та звітувати вищому штабу про реалізацію планів підготовки та діяльності;
- Надавати допомогу державним і муніципальним установам у реагуванні на загрози невійськового характеру;
- Підтримувати тісні взаємини з місцевою громадою та брати участь у їхній діяльності.

## Структура
- Гвардійська механізована бригада (Книн)
  - Штабна рота (Книн)
  - 1-й механізований батальйон «Тигри», Петриня (Patria AMV)
  - 2-й механізований батальйон «Громи», Петриня (Patria AMV)
  - 3-й механізований батальйон «Павуки», Книн (Patria AMV)
  - Моторизований батальйон «Вовки» (Госпич)
  - Артилерійський дивізіон (Слунь) (122-мм гаубиці D-30 RH M94 та 122-мм реактивні системи залпового вогню APR–40)
  - Зенітний дивізіон (Бенковаць)
  - Інженерний батальйон (Синь)
  - Розвідрота (Книн)
  - Рота зв'язку (Книн)
  - Рота тилового забезпечення (Книн)

## Місії
Свого часу підрозділи бригади були розгорнуті на Голанських висотах у зоні Сил ООН із нагляду за роз'єднанням та в Афганістані у складі ISAF.